# Sherwood Smith
Pour les articles homonymes, voir Smith.
Sherwood Smith, née le 28 mai 1951, est une écrivaine américaine de fantasy et science-fiction pour adolescents et jeunes adultes. En 2001, elle fut finaliste au prix Nebula de la meilleure nouvelle courte pour Mom and Dad at the Home Front.

## Œuvres

### SérieWren
- Wren to the Rescue (1990), réédité par Firebird (2004)
- Wren's Quest (1993), réédité par Firebird (2004)
- Wren's War (1995), réédité Firebird (2004)

### SérieExordium
Cette série est coécrite avec Dave Trowbridge
- Exordium: The Phoenix in Flight (1993)
- Exordium: Ruler of Naught (1993)
- Exordium: A Prison Unsought (1994)
- Exordium: The Rifter's Covenant (1995)
- Exordium: The Thrones of Kronos (1996)

### SérieAndre Norton's Solar Queen Universe
- Derelict for Trade (1997) (avec Andre Norton)
- A Mind for Trade (1997) (avec Andre Norton)

### SérieAndre Norton's Time Traders Universe
- Echoes in Time (1999)
- Atlantis Endgame (2002)

### SérieOz
- The Emerald Wand of Oz (2005), premier tome d'une nouvelle continuation des romans sur le pays d'Oz,
- Trouble Under Oz (2006)
- TBA (2007)
- TBA (2008)

### Autres romans
- Inda (2006) DAW Books
- Crown Duel publié en 1997 et 1998 en deux parties comme Crown Duel et Court Duel, réuni en un volume par Firebird Books en 2002
- Journey to Otherwhere (2000), Voyage of the Basset series, book 3
- Augur's Teacher (2001), basé sur le show télévisé

### Nouvelles
- Monster Mash (1988), in Werewolves
- Ghost Dancers (1989), in Things That Go Bump In The Night
- Faith (1993), in A Wizard's Dozen
- Curing the Bozos (1994), in Bruce Coville's Book of Aliens
- Echoes of Ancient Danger (1995), in Orphans of the Night
- I Was A Teen-Age Superhero (1995), in Starfarer's Dozen
- Daria's Window (1996), in Sisters in Fantasy II
- What's A Little Fur Among Friends? (1996), in Bruce Coville's Book of Spinetinglers
- Visions (1996), in Bruce Coville's Book of Magic
- Illumination (1996), in Nightmare's Dozen
- And Horses are Born With Eagles' Wings (1997), in Realms of Fantasy Magazine
- Mastery (1997), in Wizard Fantastic
- And Now Abideth These Three... (1998), in Realms of Fantasy Magazine
- Finding the Way (1999), in Alien Visitors
- Mom and Dad at the Home Front (2000), in Realms of Fantasy Magazine, Year's Best Fantasy ed. David Hartwell, et New Magics ed. Patrick Nielsen Hayden
- Excerpts from the Diary of a Henchminion (2000)
- Beauty (2003), in Firebirds